# 수소 동위 원소

수소의 동위 원소에는 두 가지의 안정적인 동위 원소와 다섯 가지의 불안정한 동위 원소가 있다.

## 동위원소

### 수소-3 (삼중수소;3H)
삼중수소는 두개의 중성자와 한개의 양성자로 이루어져있으며, 항성의 핵융합현상의 중요한 역할을 한다. 그러나 지구에는 삼중수소가 매우 희귀하다.

### 수소-5 (5H)
수소-5는 굉장히 불안정하다. 핵은 한 개의 양성자와 네 개의 중성자로 이루어져있다. 수소-5는 연구소에서 합성되었으며, 삼중수소에 고속으로 움직이는 삼중수소의 핵이 충돌해서 생겨났다. 이러한 것을 통해, 삼중수소 핵이 두 개의 중성자를 다른 삼중수소 핵에서 끌어당긴다는 것을 알았고, 이가 곧 한 개의 양성자와 네 개의 중성자를 가지는 핵이 된다는 것을 알아냈다. 남은 양성자가 검출될 것이며, 수소-5의 존재를 추론할 수 있을 것이다. 이것은 이중 중성자 방출을 통해 10−21 초의 반감기를 가지며 붕괴한다.

### 수소-6(6H)
수소-6은 삼중 중성자 방출을 통해 3×10−22 초의 반감기를 가지며 붕괴한다.

### 수소-7(7H)
수소-7은 한 개의 양성자와 여섯 개의 중성자로 구성되어있다. 이것은 2003년 처음으로 RIKEN's RI Beam Science Laboratory에서 러시아인, 일본인, 프랑스인 과학자들의 단체에 의해, 경수소와 헬륨-8이 충돌하면서 합성되었다. 이 반응의 결과로, 헬륨-8의 중성자들이 수소의 핵에 전달되었다. 두개의 남은 양성자들은 RIKEN telescope에 의해 발견되었다.

## 표
| 핵종 기호 | Z(p) | N(n) | 동위 원소 질량 (u) | 반감기                        | 붕괴 방식 | 붕괴 생성물 | 핵 스핀 | 자연 존재비 (몰 분율) | 존재 비율의 변동 범위 (몰 분율) |
| --------- | ---- | ---- | ------------------ | ----------------------------- | --------- | ----------- | ------- | --------------------- | ------------------------------- |
| 1H        | 1    | 0    | 1.007825031898(14) | 안정                          | 안정      | 안정        | 1/2+    | 0.999885(70)          | 0.999816-0.999974               |
| 2H        | 1    | 1    | 2.014101777844(15) | 안정                          | 안정      | 안정        | 1+      | 0.000115(70)          | 0.000026-0.000184               |
| 3H        | 1    | 2    | 3.016049281320(81) | 12.32(2)y                     | β-        | 3He         | 1/2+    | 미량                  | 약 10 −18                       |
| 4H        | 1    | 3    | 4.02643(11)        | 1.39(10)×10-22 s [4.6(9) MeV] | n         | 3H          | 2−      |                       |                                 |
| 5H        | 1    | 4    | 5.03531(10)        | 8.6(6)×10-23 s                | 2n        | 3H          | (1/2+)  |                       |                                 |
| 6H        | 1    | 5    | 6.04496(27)        | 2.94(47)×10-22 s [1.6(4) MeV] | 3n        | 3H          | 2-#     |                       |                                 |
| 6H        | 1    | 5    | 6.04496(27)        | 2.94(47)×10-22 s [1.6(4) MeV] | 4n        | 2H          | 2-#     |                       |                                 |
| 7H        | 1    | 6    | 7.052750(108)#     | 6.52(558)×10-22s              | 4n        | 3H          | 1/2+#   |                       |                                 |

1. ↑  굵은 글꼴은 안정 동위 원소
2. ↑  물에서의 존재비.
3. ↑  6.6×1033년 이상. 양성자 붕괴 참고.
4. ↑  1H과  3He 만이 양성자가 중성자보다 많은 안정 핵종이다.
5. ↑  우주선에 의해 생성된 핵종

### 참고
- 동위 원소의 혼합 비율은 물(H2O)의 혼합 비율이 기준임.
- 원자 질량과 동위 원소의 대부분은 오차 내에서 한정되어 있음. 주어진 범위는 자연계상의 평범한 물질에도 적용될 수 있음.
- 상업적으로 유통되는 물질은 부정확하거나 동위 원소 혼합비에 대한 자료가 없을 수 있음. 실제로 주어진 원자 질량과 혼합비는 오차가 있을 수 있음.
- 수소 탱크에는 2H 가 적어도 3.2×10-5 (몰수비) 정도 혼합되어 있음.
- # 표시가 된 값은 순수하게 실험에서 얻어낸 값이 아니라 부분적으로 자연계의 법칙에서 나온 것임. 약세 표시된 스핀 항목은 괄호에 싸여 있음.
- 각각의 값의 마지막 자리에 있는 괄호 안의 값은 불확실한 값이다. 불확실한 값은 표준편차를 의미하나, 동위 원소의 구성 비율과 표준 원자량은 IUPAC의 기준을 따랐다.

## 같이 보기
- 별난 원자
- 뮤오늄

1. ↑  “보관된 사본”. 2011년 2월 24일에 원본 문서에서 보존된 문서. 2014년 8월 19일에 확인함.